# Pierre Le Lectier
Pierre Le Lectier est un horticulteur et un procureur français né à une date inconnue au XVIe siècle et mort le 14 septembre 1636 à Orléans dans la province de l'Orléanais du Royaume de France.

## Biographie
Pierre Le Lectier, décédé le 14 septembre 1636, inhumé paroisse de Saint-Pierre Empont, a occupé le poste de procureur du roi sous le règne du roi de France Louis XIII à Orléans.
À partir de 1598, il cultive une collection d’arbres fruitiers dans des pépinières situées entre la Loire et le Loiret, une résurgence du fleuve, l’actuel quartier de Saint-Marceau de la ville d'Orléans, comprenant : 258 poiriers, 69 pommiers, 72 pruniers, 27 pêchers, 12 cerisiers, 10 figuiers, 12 orangers, 8 autres arbres à fruits, soit un total de 468 variétés d’arbres fruitiers.

Le véritable catalogue de pépinières n'est apparu qu'en 1724, soit presque 100 ans après celui de Le Lectier.
Une variété de poire, baptisée « Le Lectier », lui est dédiée.